# Tarreh Bakhakh Pardis
Tarreh Bakhakh Pardis (em persa: طره بخاخ پرديس, também romanizada como Ţarreh Bakhākh Pardīs; também conhecida como Pardīs, Parpīs, Tare baxâj, Tare-baxxâx, Ţareh, Ţareh Bakhāj, Ţareh Bakhkhākh, Tareh Nejākh, e Tura) é uma aldeia do distrito rural de Shalahi, no condado de Abadan, na província de Khuzistão, Irã.
Segundo o censo de 2006, sua população era de 2,326 habitantes, em 490 famílias.